# Los Silos
Los Silos és un municipi de l'illa de Tenerife, a les illes Canàries. Forma part de la comarca natural d'Isla Baja, amb els municipis de Garachico, Buenavista del Norte i El Tanque. Està format pels nuclis de població de: Los Silos (centre històric), San Bernardo de Las Canteras (compartit amb Buenavista del Norte), Aregume, Fátima, La Caleta de Interián (compartit amb Garachico), Tierra del Trigo, Erjos (compartit amb El Tanque) i San José.

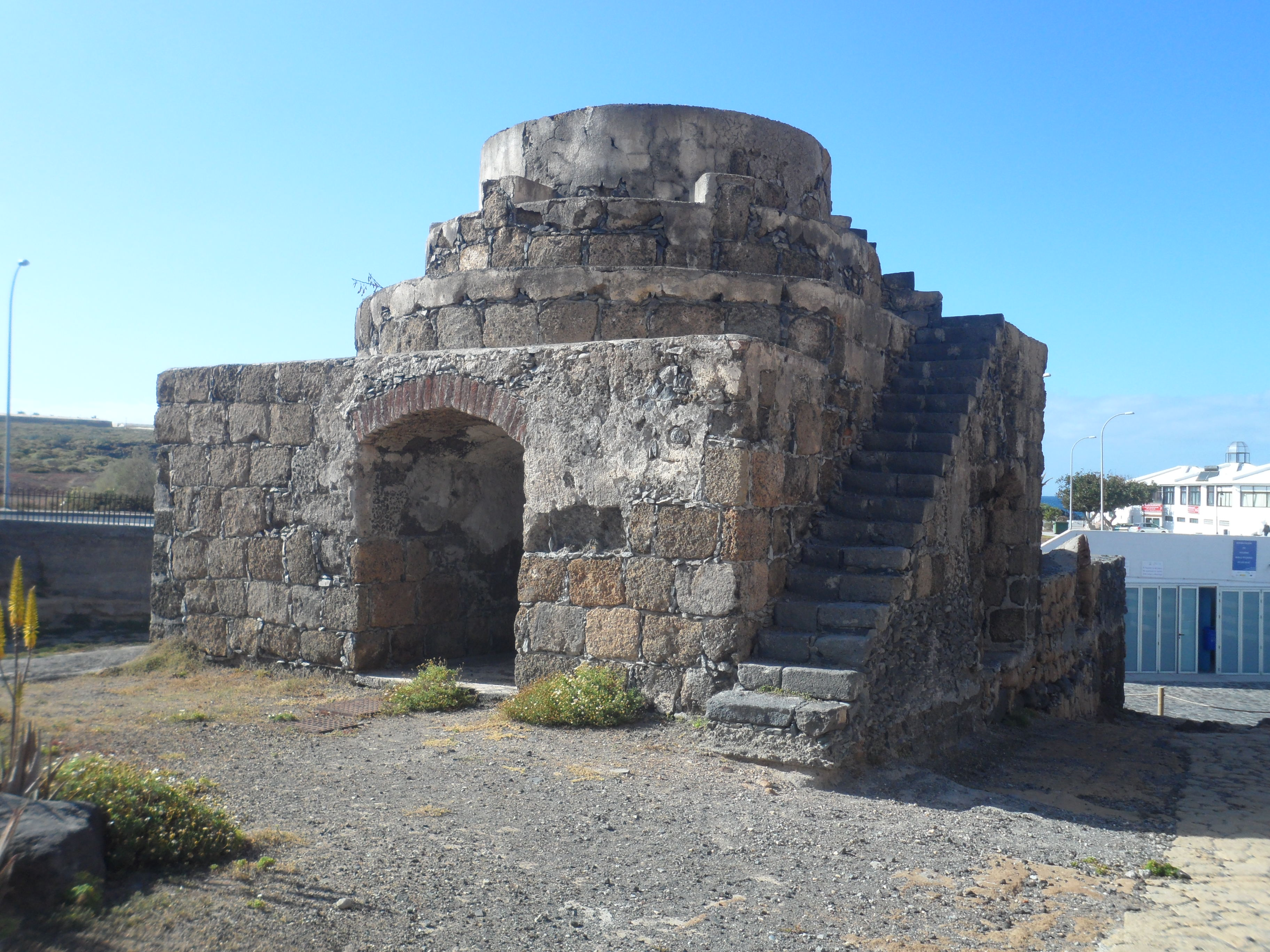
Forn de calç al port de Los Silos